# Daulton Hommes
Daulton Hommes (Bellingham, 4 luglio 1996) è un cestista statunitense.

## Palmarès
- Coppa di Francia: 1

Paris: 2024-2025